# Варагаван
Варагава́н (арм. Վարագավան) — село на востоке Тавушской области в Армении, на левом склоне долины реки Варагаджур.
Главой сельской общины является Размик Григорян.

## География
Село расположено в северо-восточной части Республики Армения, вблизи армяно-азербайджанской границы у ахумского водохранилища. Входит в состав Тавушской области. Находится на высоте 800 метров над уровнем моря. Соседними сёлами являются Цахкаван и Паравакар. Расстояние до Еревана 186 км, до Иджевана - 46 км, расстояние до границы 5 км.

### Климат
Климат села умеренный, температура летом +32C, зимой 0-+2 C.

## История
Село было основано в XVIII веке. В 1920 году дали название Ахум, в честь маленькой реки, которая пересекает село. С 1970 года носит название Варагаван, в честь исторического поселения Варагаванк на этом месте в XII веке 

## Население
Предки жителей села в разное время переселились сюда из Арцаха. Динамика изменения численности населения представлена в таблице ниже.
| Год         | 1831 | 1897 | 1926 | 1939 | 1959 | 1970 | 1979 | 1989 | 2001 | 2004 | 2008 |
| ----------- | ---- | ---- | ---- | ---- | ---- | ---- | ---- | ---- | ---- | ---- | ---- |
| Численность | 112  | 681  | 517  | 832  | 626  | 764  | 669  | 719  | 748  | 716  | 719  |

## Экономика
Население занимается животноводством, садоводством, выращиванием зерновых, табака, овощей и кормовых культур.
Благодаря Программе развития ООН (UNDP), Центру развития села и агробизнеса (CARD), компании «Аштарак-Кат», а также местным префектурам — в Варагаване, Неркин Кармирахпюре и Тавуше в 2008 году были запущены три станции по закупке и реализации молока. В результате программы, производители молока данных трёх общин и соседствующих имеют новый источник дохода.

## Достопримечательности
Близ Варагавана на склоне холма находится монастырский комплекс Нор Варагаванк (XII—XIII вв.). 